# Magdalena Spínola
Magdalena Spínola (1896–1991) fue una maestra, poeta y periodista guatemalteca. Fue la biógrafa de Gabriela Mistral y una de las primeras poetisas eróticas de Centroamérica.

## Biografía
Magdalena Spínola Stecker nació el 26 de diciembre de 1896 en Guatemala. Hija de Rafael Spínola Orellana y Florencia Stecker Frías. Su madre murió cuando ella tenía cuatro años y un año después falleció su padre. Ella y su hermana Stella también fueron separadas, Stella se fue a vivir con sus abuelos maternos y Magdalena fue enviada a vivir con sus abuelos paternos. El vecino de Spínola era Miguel Ángel Asturias, que se convirtió en su amigo de la infancia y con el que conversó sobre el despertar de su amor por la literatura. Más adelante, Asturias le dedicaría su primer libro.
Spínola comenzó sus estudios en el Jardín de Infancia Dolores y Jesús Muños y luego asistió al Colegio Central de Señoritas, bajo la tutela de Concepción Saravia de Zirión. Se sorprendió al descubrir que el prólogo de su libro de texto había sido escrito por su padre. Después de un tiempo, cambió de escuela y comenzó a asistir al Colegio de Señoritas San Rosa. Al completar su educación secundaria, Spínola se matriculó en la escuela de magisterio del Instituto Normal Central para Señoritas Belén graduándose como maestra. Consiguió trabajo en la escuela privada Colegio Josefina González para el período 1914-1915.

### Primeros escritos
En 1915, Spínola escribió su primer cuento, titulado Nubia y lo envió a la Revista Guatemala Informativa, donde fue reseñado y aceptado por Carlos Wyld Ospina, Virgilio Rodríguez Beteta y Máximo Soto Hall. Animada por el éxito, publicó artículos en La República, la Revista La Esfera y el prestigioso periódico Quetzaltenango, pero pronto dejó de escribir al casarse con Efraín Aguilar Fuentes y formar una familia. Rápidamente tuvo cinco hijos, pero perdió un par de gemelos y un bebé, quedándose con su hija Lilian Eugenia, la mayor, y un hijo, Rafael, llamado así por su padre.
Bajo la presidencia de Manuel Estrada Cabrera, la familia de Aguilar fue perseguida y empujada al exilio, primero a El Salvador, luego a Honduras y finalmente a Nicaragua. Se instaló en la ciudad de León, Nicaragua y se matriculó en la universidad. Spínola, que no lo acompañó en el exilio, reavivó sus esfuerzos literarios y otras tareas para mantenerse ocupada. En 1925, inspirada por los éxitos en el sufragio femenino en Inglaterra, Francia y Estados Unidos, Spínola se unió a Romelia Alarcón, Laura Bendfeldt, María Albertina Gálvez, Clemencia de Herrarte, Gloria Menéndez Mina, Adriana de Palarea y Graciela Quan para formar el Comité Pro-Ciudadanía y luchar por el sufragio femenino guatemalteco.
Más tarde, en 1927, volvió a escribir poesía con un poema titulado Amanecida. Publicó regularmente en los periódicos El Día y Diario de Guatemala y en las revistas Eco y Mercurio. Dos años más tarde, en 1929, participó en el concurso de poesía Juegos Florales organizado por la Asociación de Periodistas y Escritores de Nicaragua. Ganó el premio pero se lo quitaron porque dijeron que no se lo podían dar a escritores extranjeros. Decepcionada, se presentó a otro concurso en diciembre de 1929 y ganó el premio y una dotación económica que le permitió pasar las Navidades en León con su marido. Presentó una obra patriótica, Amad a la Patria. Tres meses después, el 27 de marzo de 1930, Aguilar se doctoró en Derecho y regresó a Guatemala, incorporándose al gabinete del recién elegido presidente, Jorge Ubico Castañeda. Spínola se había convertido en colaboradora del diario La Noticia y de la revista El Gráfico de Guatemala y su vida se tornó productiva: escribía varias horas al día.

### Traición, asesinato y redención
La calma no duró. El presidente Ubico anunció que se postulaba para la reelección. Aguilar se pronunció en contra, ya que iba en contra de la Constitución, y ambos se enemistaron. A causa de un supuesto o real complot, él y otros fueron arrestados y fusilados, Spínola también fue encarcelada brevemente e incluso después de su liberación fue rechazada por amigos y familiares. Encontró consuelo en la escritura y volvió a la docencia, trabajando en el Colegio San Sebastián, fundado por Monseñor Mariano Rosell y Arellano en 1936 y 1937.
En 1937 escribió El preámbulo de la maestra y publicó varios poemas en la principal revista femenina de la época, Nosotras. Spínola participó en una antología de 1938 llamada Colección lila con Angelina Acuña, Olga Violeta Luna de Marroquín y María del Pilar de García, que fue la primera colección de poesía femenina de Centroamérica, escrita y publicada por mujeres. Las piezas que Spínola incluyó en el volumen eran lamentos de amor perdido, anhelo físico y tienen indicios de que pudo haber estado criticando al gobierno de la única manera posible en el clima altamente censurado. En 1942, Spínola ganó un premio literario del semanario Verbum por sus "Sonetos del amor eucarístico".
Con las revueltas estudiantiles, el derrocamiento de la dictadura de Ubico y las elecciones de 1944, los escritos de Spínola adquirieron un tono más confrontativo y comenzó a criticar abiertamente al gobierno y a hablar de feminismo. Su marido fue reivindicado y elevado a la categoría de héroe por los líderes de la revolución de 1944. Cada vez asumió más funciones políticas y sólo en 1944 aceptó la presidencia de la Asociación de Mujeres Intelectuales de Guatemala; se convirtió en secretaria de la sección guatemalteca de la Unión de Mujeres Americanas; y pasó a formar parte de la junta directiva de la Alianza para la Ciudadanía de las Mujeres Guatemaltecas y del Partido Socialdemócrata. También publicó el poema Elegía del que cayó, en el que reprendía públicamente la ejecución de su marido por Ubico.
En 1946, el gobierno autorizó la impresión de 1.500 copias de una colección de poesía titulada "Alondra", pero aunque necesitaba el dinero, Spínola no siguió adelante porque no estaba satisfecha con la calidad de los poemas. A lo largo de la década de 1940 siguió siendo política, uniéndose a varias organizaciones que promovían la paz, los derechos de la mujer y a favor de un Estado palestino.

### Carrera posterior
A principios de la década de 1950, el hijo de Spínola, Rafael, se convirtió en diplomático y ocupó varios cargos en Sudamérica. Spínola aprovechó la oportunidad para viajar, visitando Chile en 1954 y Perú entre 1955 y 1956. Durante estos viajes publicó artículos en varios periódicos de Guatemala, especialmente comentarios de viajes como "Desde Santiago de Chile" y "Desde la Ciudad de los Reyes" que fueron publicados en El Imparcial. Durante muchos años mantuvo correspondencia con el escritor Carlos Wyld Ospina, que comenzó en la década de 1940. Se comprometieron en la década de 1950 y planeaban casarse, pero Wyld murió en 1956, antes de que formalizaran su relación.
En 1956 Spínola fue homenajeada por un grupo de poetas hondureños y viajó a Tegucigalpa para dar conferencias sobre Gabriela Mistral para el grupo "Ideas". En 1958 recibió un diploma al mérito de su alma mater, Belén, y en 1959 un reconocimiento similar de la Asociación de Periodistas de Guatemala. En 1960 ganó el primer premio en la celebración del Día de las Américas con la obra Gabriela Mistral o la madre-maestra cantora. La década de 1960 fue muy ajetreada: dio conferencias, escribió artículos periodísticos y críticas de la literatura guatemalteca y viajó. También interpretaba sus poemas, a veces en recitales, y los leía regularmente en la radio. En 1967, se le diagnosticó un tumor uterino que resultó ser maligno. Fue operada y viajó a Chile para descansar y recuperarse. En 1968, pudo hacer realidad un sueño, al publicarse en Chile su primer libro Gabriela Mistral: huésped de honor de su patria, con prólogo de su amigo de la infancia Miguel Ángel Asturias.
Regresó de Chile en 1971 para reunirse en Estados Unidos con su hermana Stella. Pero ese acontecimiento se vio empañado cuando se enteró de que su hija Lilian estaba gravemente enferma. En abril, Lilian murió a causa de leucemia y quienes la conocieron dijeron que era la primera vez que el dolor parecía vencer a Spínola, quien había perdido a sus padres, a su marido, a otros tres hijos, a su amante y ahora a su hija. Ese mismo año recibió la Medalla de Oro Francisco Méndez por su contribución a la literatura nacional, pero estaba demasiado afligida para quedarse en Guatemala y huyó de regreso a Chile y con su hijo Rafael.
En 1977 publicó su primer poemario, Tránsito lírico: poemas. En 1981, Horacio Figueroa Marroquín, publicó un libro llamado Las nueve musas del parnaso guatemalteco, en el que nombró a Spínola una de las nueve musas de Guatemala. Pocos meses después, el presidente Lucas García le concedió la Orden de Dolores Bedoya de Molina con el grado de Estrella de Plata. En 1984, Clara Luz Meneses Álvarez de Soto publicó la biografía de Spínola.
Sus últimos años los pasó en compañía de sus nietos, quienes habían formado la banda de rock Alux Nahual. En 1990 falleció el hijo de Spínola, Rafael, y unos meses después falleció su hermana Stella.
Magdalena Spínola Stecker de Aguilar los sobrevivió a todos, falleciendo el 7 de enero de 1991.

## Trabajos seleccionados

### Libros
- Spínola, Magdalena; Acuña, Angelina; del Pilar, Marí; Luna, Olga Violeta. Colección lila Guatemala: Talleres Tipográficos Rodríguez (1938)
- Gabriela Mistral; huéspeda de honor de su patria, Guatemala: Tipografia Nacional (1968)
- Tránsito lírico: poemas, Guatemala: Cultura Centroamericana (1977)

- El preámbulo de la maestra (1937)
- Sonetos del amor eucarístico (1941)
- Elegía del que cayó (1944)
- Invocación a Santa Rosa de Lima (1956)
- Gabriela Mistral o la madre-maestra cantora (1960)
- En vela (1971)